# Atakunmosa East
Atakunmosa East è una delle trenta aree di governo locale (local government area) in cui è suddiviso lo stato di Osun, in Nigeria.
Estesa su una superficie di 238 km², conta una popolazione di 76 197 abitanti.